# Толстомысово
Толстомысово — деревня в Сухобузимском районе Красноярского края в составе Сухобузимского сельсовета.

## География
Село находится примерно в 11 км к юго-востоку от села Сухобузимское и в 50-55 км к северо-востоку от Красноярска.

## Климат
Климат континентальный с продолжительной холодной зимой и относительно жарким коротким летом. Среднемесячная температура воздуха в январе от −14˚С до −28˚С, в июле от 12˚С до 21˚С. Температура наружного воздуха в разрезе года 0,5˚С. Абсолютная минимальная температура воздуха −53˚С, абсолютная максимальная 38˚С. Средняя наиболее холодного периода −22˚С. Период со среднесуточной температурой воздуха ≤ 8˚С составляет 235 суток. Продолжительность периода со среднесуточной 0˚С составляет 168 суток. Продолжительность безморозного периода составляет 120 суток. Средняя дата последнего заморозка весной 10 июня, дата первого заморозка осенью 7 сентября. Количество осадков за год составляет 429 мм. Средняя дата образования и разрушения устойчивого снежного покрова 12 ноября и 28 марта. Средняя высота снежного покрова за зиму 42 см.

## Население
| 2010 |
| ---- |
| 190  |

Постоянное население составляло 298 человека в 2002 году (94 % русские).

## История
Образована в 1706 году. В советское время работали колхозы им. XVII партсъезда, «Ударник» и совхоз Сухобузимский.

## Инфраструктура
Имеется клуб и фельдшерско-акушерский пункт.